# Arne Christer Fuglesang
Arne Christer Fuglesang (Stockholm, 1957. március 18.–) svéd mérnök-fizikus űrhajós.

## Életpálya
Stockholmban 1981-ben a Royal Institute of Technology (KTH) mérnök-fizikus oklevelet szerzett. Végzős hallgatóként dolgozott Genfben az CERN (Európai Nukleáris Kutatási Szervezet) központjában. 1988-tól főmunkatársa, majd a kutatási program vezetője. A Stockholmi Egyetemen 1987-ben doktorált kísérleti részecskefizikából. 1991-től a részecskefizika docense. 2010-től vezetője a svéd Űrhajózási Központnak (ESTEC).
1992. május 15-től részesült űrhajóskiképzésben. Összesen 26 napot, 17 órát és 38 percet töltött a világűrben. Szolgálati ideje alatt öt űrsétát (kutatás, szerelés) végzett 31 óra 54 perc  időtartamban.
A Svéd Fizikai Társaság tagja.

## Űrrepülések
- STS–116 a Discovery űrrepülőgép szolgálata a Nemzetközi Űrállomásra (ISS), küldetés specialista. Összesen 12 napot, 20 órát és 44 percet töltött a világűrben. Az ISS építéséhez szállítottak rácsszerkezetet (P5). Űrsétával az űrsikló rakteréből kiemelték, helyére illesztették az építést segítő hordozóeszközt. A második űrséta alatt a villamosenergia-rendszer újrahuzalozását végezték. A harmadikon az egyik napelem visszahúzó rendszerét javították meg. Összesen 18 óra 15 percet töltöttek az űrsiklón/űrállomáson kívül.
- STS–128 a Discovery űrrepülőgép szolgálata a Nemzetközi Űrállomásra (ISS), küldetés specialista. Összesen 13 napot, 20 órát és 54 percet töltött a világűrben. Feladata a személyzet cseréje, ellátmány valamint a működést és a kutatást segítő anyagok, eszközök szállítása. A program végrehajtásával lehetővé vált, hogy a 3 fős legénység 6 fősre bővülhessen. Amerikai és az orosz űrhajósokon kívül az első, aki több mint három űrsétát (kutatás, szerelés) végzett.

### Tartalék személyzet
Szojuz TM–22 kutatóűrhajós. A Jurij Gagarin Űrhajós Kiképző Központban (TsPK) négyhetes kiképzésével, vizsgáival jogosultságot szerzett a Szojuz-űrhajó alkalmazására (felszállás/visszatérés). A fedélzeti mérnök feladatokon kívüli gyakorolta az űrsétát (kutatás, szerelés), valamint Szojuz űrhajó rendszerét.